# Tynset (gemeente)
Tynset is een gemeente in de Noorse provincie Innlandet. De gemeente telde 5584 inwoners in januari 2017. Het gemeentebestuur zetelt in de gelijknamige plaats.

## Ligging
Tynset ligt in het noorden van Hedmark. De gemeente grenst in het noorden aan de gemeenten   Rennebu en Midtre Gauldal in Sør-Trøndelag, in het westen aan Folldal en Oppdal, in het oosten aan Os en Tolga en in het zuiden aan Alvdal en Rendalen.
De Glomma stroomt door de gemeente. Op de grens met Alvdal ligt het meer Savalen, dat jarenlang een centrum voor de schaatssport in Noorwegen was. De ijsbaan is sinds 2009 gesloten.
In het noorden van de gemeente ligt het Nationaal park Forollhogna dat doorloopt in de aangrenzende gemeenten.

## Vervoer
De gemeente wordt ontsloten door riksvei 3 en Rørosbanen, de spoorlijn van Hamar naar Trondheim. Stations aan de lijn zijn er in de hoofdplaats en Auma. Naast het spoor en de rijksweg stroomt de Glomma.

## Plaatsen in de gemeente
Naast de hoofdplaats Tynset ligger er nog een aantal kleinere plaatsen in de gemeente. Kvikne is een klein dorp en voormalige gemeente. Het dorpje ligt aan riksvei 3 in het noorden van de gemeente. In het zuidoosten van de gemeente ligt Brydalen. Tylldal ligt aan fylkesvei 30 in het zuiden. 

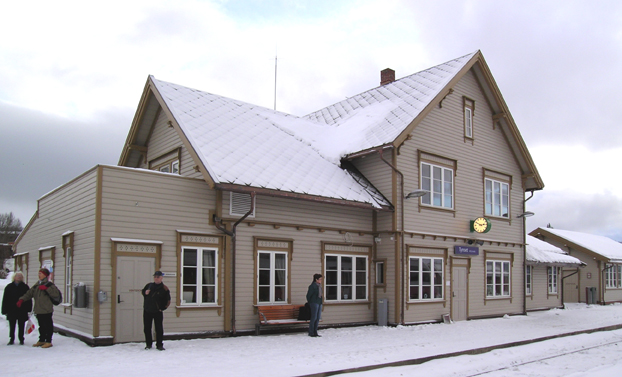
Station in Tynset
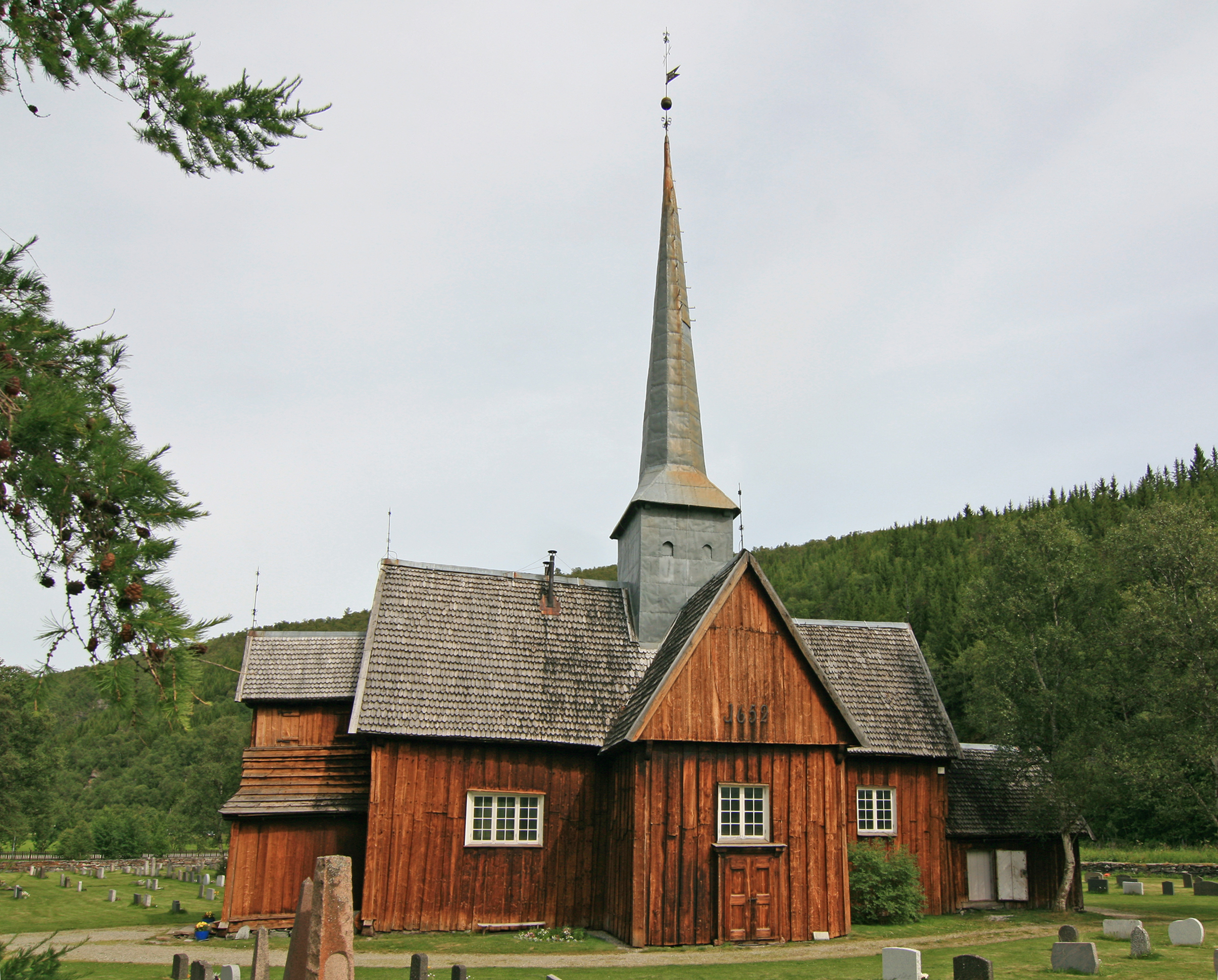
Kerk in Kvikne
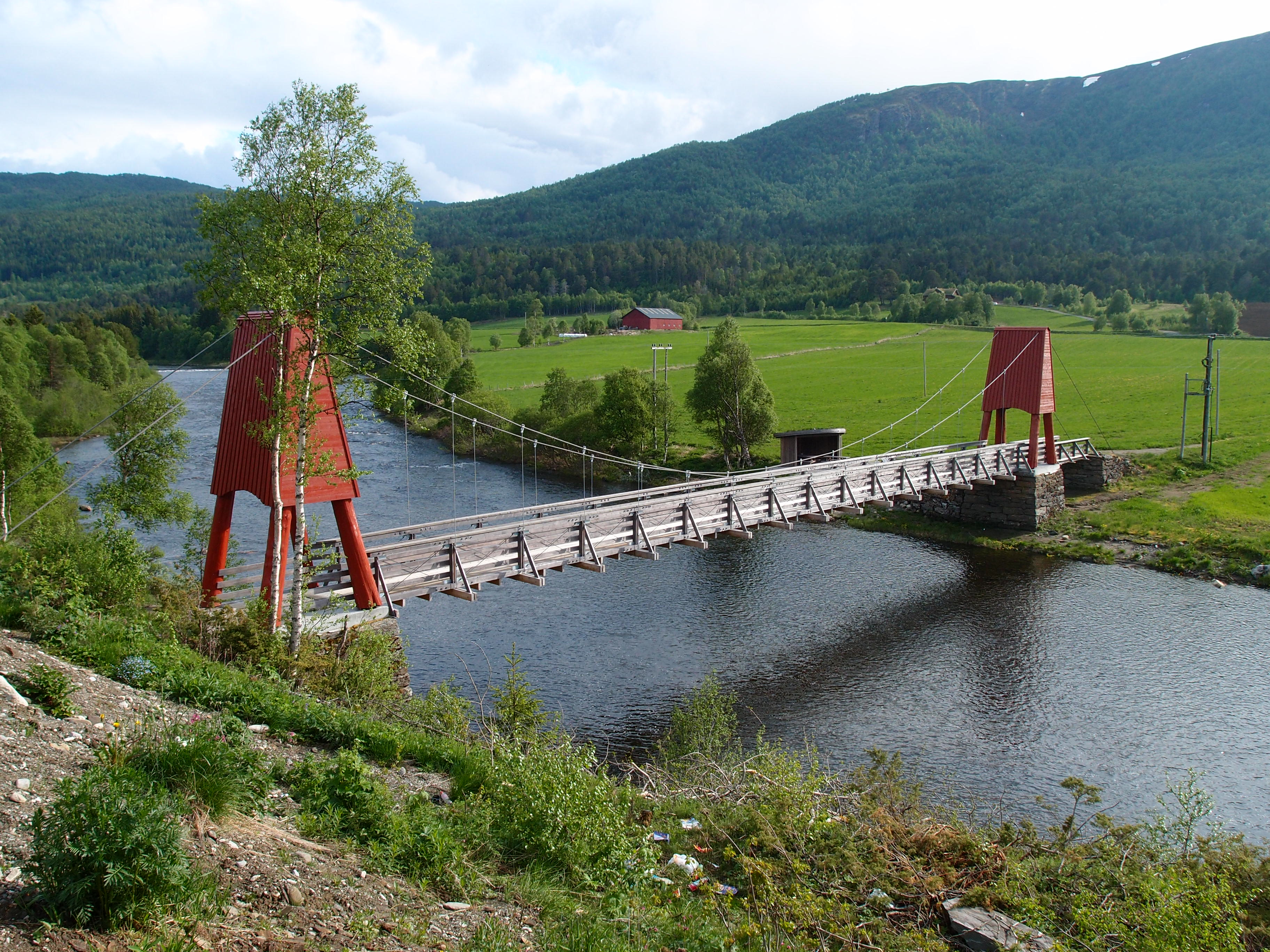
VollanBrug over de Orkla
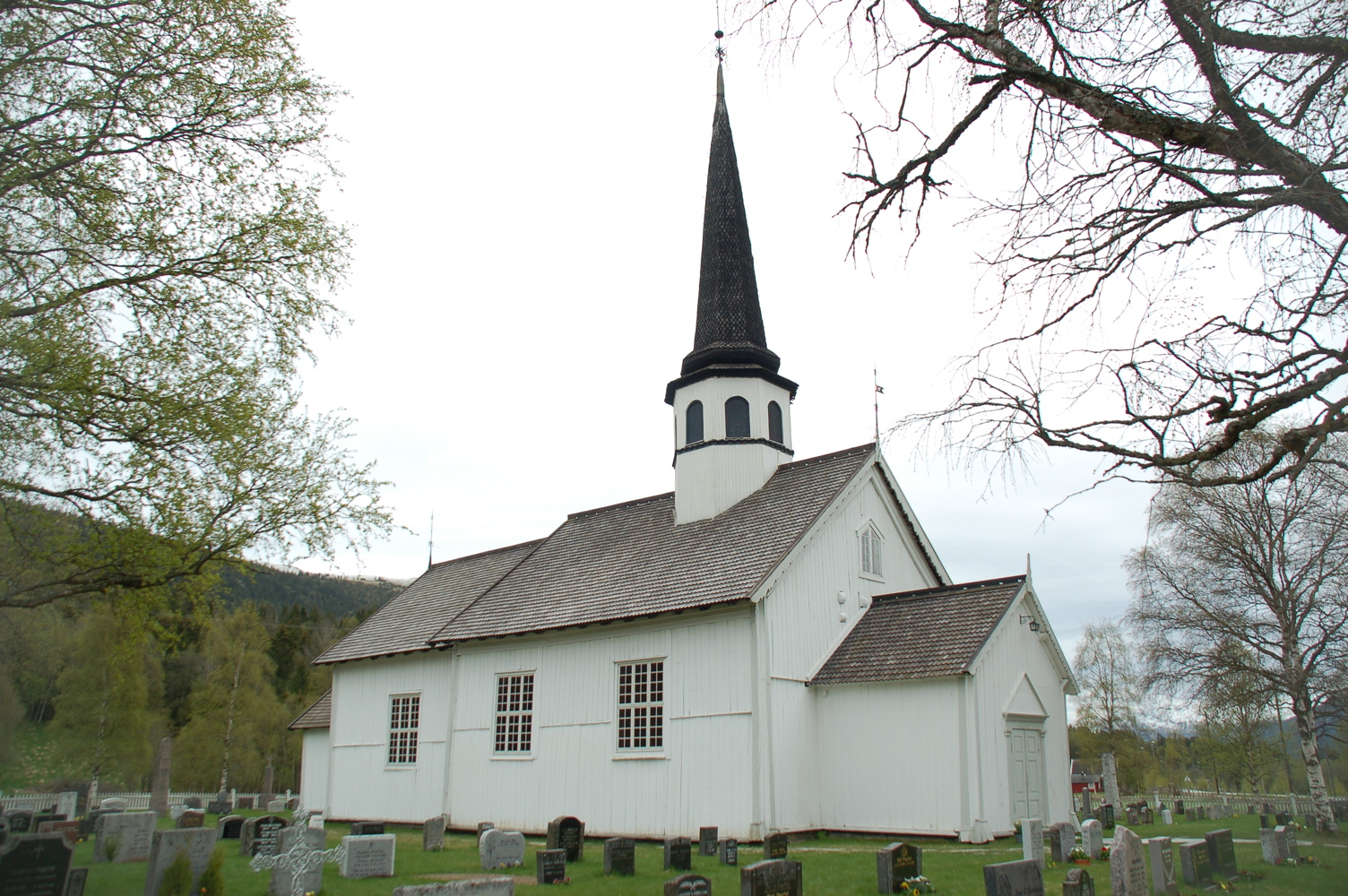
Kerk in Tylldal

Alvdal · Dovre · Eidskog · Elverum ·  Engerdal · Etnedal · Folldal · Gausdal · Gjøvik · Gran · Grue ·  Hamar · Kongsvinger · Lesja · Lillehammer · Lom ·  Løten · Nord-Aurdal · Nord-Fron · Nord-Odal · Nordre Land · Os · Østre Toten · Øyer · Øystre Slidre · Rendalen · Ringebu · Ringsaker · Sel · Skjåk · Stange · Stor-Elvdal · Søndre Land · Sør-Aurdal · Sør-Fron · Sør-Odal · Tolga · Trysil · Tynset · Vågå · Våler · Vang · Vestre Slidre · Vestre Toten · Åmot · Åsnes

Fylker van Noorwegen